# Fredrik Schürer
Fredrik Schürer, född 15 juni 1765 i Stockholm, död 1836 i Neapel, var en svensk-neapolitansk statssekreterare, grafiker och tecknare.
Han var son till handelsmannen Josef Schürer och Saara Sifvert och bror till generaladjutanten Johan Schürer von Waldheim samt farbror till kopparstickaren Fredrik August Schürer von Waldheim. Schürer var till en början elev till Per Floding och därefter vid Konstakademien i Stockholm. Han medverkade i akademiens utställning 1783 med en Teckning efter Naturen i Modell Scholan som belönades med den lilla medaljen. Samma år reste han till Neapel där han 1791 anställdes vid krigskansliet samt utnämndes till drottning Maria Carolinas bibliotekarie. Han fick 1798 transport till kansliet för utrikes ärenden och från 1809 tjänstgjorde han som lärare i tyska för kronprinsen. Han utnämndes 1814 till statssekreterare i Neapel och blev neapolitansk adelsman. Bland hans bevarade arbeten känner man till några kopparstick och etsningar varav några återfinns i Kungliga biblioteket i Stockholm och en etsning ingick i Carl Gustaf Tessins konstsamling som senare såldes på auktion 1785.      